# Stater NV
Stater N.V. is een financieel dienstverlener die in januari 1997 voortkwam uit het voormalige Bouwfonds Hypotheken, enig aandeelhouder was ABN AMRO. Het fintech bedrijf ondersteunt banken en andere geldverstrekkers bij het technisch en financieel beheer van hun hypotheekpportefeuilles en handelt op deze gebieden de klantcontacten af. Het hoofdkantoor is gevestigd in Amersfoort, daarnaast heeft Stater vestigingen in Brussel (België) en in Bocholt (Duitsland).

## Activiteiten
Het bedrijf begon als back-office service provider en groeide na aantreden van CEO Erwin Dreuning in 2011 uit tot een internationale end-to-end dienstverlener die de hele keten van het hypotheekproces faciliteert, met in 2022 circa 1400 medewerkers. In Nederland bood Stater toen op ruim 40% van alle hypothecaire geldleningen ondersteuning met een volume van 310 miljard Euro. Stater had in 2019 in Nederland 1,3 miljoen hypotheken in beheer van meer dan 30 hypothecaire geldverstrekkers en werkt internationaal voor meer dan 40 bancaire bedrijven bij de behandeling en securitisatie van hypotheekportefeuilles met data-gedreven hypotheekdiensten en -platformen. Het is daarmee een speler van formaat in de hypothecaire markt in Nederland en de Benelux. Stater verstrekt níet zelf hypotheken. Het bedrijf liet in 2006 een nieuw hoofdkantoor bouwen in Amersfoort en biedt een aanzienlijke toegevoegde waarde voor de werkgelegenheid in die stad.
Het bedrijf werd in 2019 door ABN AMRO voor 75% verkocht aan het in India gevestigde Infosys, voor het overige deel bleef de Nederlandse bank aandeelhouder. Per 1 januari 2021 is Stater België een 100% dochter van Stater NV.
Het directieteam bestond anno 2023 naast Dreuning uit Monigue Molenaar-Vader (Chief Financial and Risk Officer), Mario Menheere (Managing Director Stater Nederland), Thomas Bardram (Managing Director België), Arjan Hessels (Managing Director NB&I) en Jonnes Bouma (Chief Technology Officer). In mei 2024 benoemde Stater de eerste Nederlandse vrouwelijke bankdirecteur Ada van der Veer-Vergeer als voorzitter van de Raad van Comissarissen.